# Нанокапсула
Нанокапсула (также коллоидосома) (англ. nanocapsule) — наночастица, состоящая из полимерной, липидной или другой оболочки, окружающей её внутреннюю полость или содержимое.

## Описание
Обычно нанокапсула представляет собой сферическую полную частицу, оболочка которой образована полимерами или фосфолипидами (в этом случае она называется липосомой или наносомой), а внутри находится низкомолекулярное вещество. Оболочка нанокапсул может быть изготовлена также из других материалов, например, гидроксиапатита или силиката кальция, а также определенным образом организованных молекул ДНК. Нанокапсулы должны быть химически стабильны, биоактивны, биосовместимы с организмом, защищать капсулированное вещество от нежелательного воздействия, например, растворения в жидкостях. Размеры нанокапсул обычно не выходят за пределы 100 нм, а микрокапсул — 600 мкм. Нанокапсулы обладают высокой проникающей способностью и могут проходить даже в такие «закрытые» зоны организма, как головной мозг.
Геометрия нанокапсулы влияет на их способность проникать в раковые клетки. Например, сферические капсулы проникают в клетки легче чем палочковидные капсулы.
Нанокапсулы применяют для контролируемого введения инкапсулированных биологически активных веществ: лекарственных препаратов (в том числе нерастворимых в воде или нестабильных), пептидов и белков (имеющих функции гормонов и цитокинов), а также генетических конструкций, несущих гены ферментов, гормонов и цитокинов. Диапазон капсулированных веществ широк — от средств противоопухолевой терапии и морфогенетических белков костной ткани до средств косметологии. Для целевой доставки поверхность нанокапсул может быть модифицирована специфическими антигенами, рецепторами или лигандами. Липосомы являются одними из наиболее удобных нанокапсул. Мембрана липосом состоит из природных фосфолипидов, что определяет её способность при определенных условиях поглощаться клетками и может сливаться с клеточной мембраной, что приводит к внутриклеточной доставке их содержимого. Перспективными также представляются подходы доставки нанокапсул внутри эритроцитов или бактерий.
Технология включения лекарственных веществ в нанокапсулы позволяет использовать многие лекарственные соединения, доставка которых в органы и ткани была бы сильно затруднена из-за их нестабильности или нерастворимости в воде. В липосомах (наносомах) возможно капсулирование водных растворов лекарственных веществ, а полимерные нанокапсулы обычно используют для жирорастворимых соединений. Эта технология позволяет снизить токсичность и добиться желаемой фармакокинетики для лекарственных препаратов. В настоящее время разрабатываются подходы к транспорту в нанокапсулах наноструктур металлической и полупроводниковой природы, а также суперпарамагнитных наночастиц для селективного разрушения клеток при электромагнитном разогреве, что важно для лечения ряда опухолей (см. гипертермия).